# Arazli
Arazli (en macédonien Аразли) est un village du sud-est de la Macédoine du Nord, situé dans la municipalité de Valandovo. Le village ne comptait aucun habitant en 2002. 